# Judaisztikai szakirodalmi művek listája
Az alábbi felsorolásban a judaisztika témakörében elérhető könyvek olvashatóak (minden könyvnél az ISBN megjelölésével, 2005-ös gyűjtés, ezért bővítendő).
- Oláh János: Judaisztika I. Ünnepek, emléknapok, gyásznapok, böjt-napok, nevezetes napok
(Budapest, Filum, 1998.) – ISBN 9638347643
- Oláh János: Judaisztika II. Az életút szertartásai és eseményei
(Budapest, Filum, 1999.) – ISBN 9638347724
- Oláh János: Judaisztika III. A mindennapok világa
(Budapest, Filum, 2003.) – ISBN 9638347619
- Oláh János: Judaisztika
(Budapest, Bookmaker, 2005.) – ISBN 963866424X
- Oláh János: Jónás könyve
(Budapest, OR-ZSE, 2004.) – ISBN 9632166213
- Kevin Howard, Marvin Rosenthal: Az Úr ünnepei, Isten profetikus naptára a Golgotától a Messiási királyságig (fordító: Surjányi Csaba)
(Budapest, Hit Gyülekezete, 1998.) – ISBN 963745361X
- Dan Cohn-Sherbok, Lavinia Cohn-Sherbok: A judaizmus rövid története
(Budapest, Akkord, 2002.) – ISBN 9639429074
- Zev Ben Shimon Halevi: A kabala útja
(Budapest, Jószöveg Műhely, 2001.) – ISBN 9639134554
- Perle Besserman: A kabbala és a zsidó misztika
(Budapest, Szukits, 2003.) – ISBN 9639441953
- Gershom Scholem: A kabbala szimbolikája
(Budapest, Hermit, 2003.) – ISBN 9639231428
- Raj Tamás: A szombat angyalai, Péntek esti imakönyv
(Budapest, Makkabi, 2004.) – ISBN 9637475974
- Naftali Kraus: A Talmud bölcsei
(Budapest, Ulpius-ház, 2001.) – ISBN 9638607955
- Domán István: A talmudiskolák titkai
(Budapest, Ulpius-ház, 2001.) – ISBN 9639348139
- Rosenberg Leopold: A zsidó vallás törvényei
(Budapest, Makkabi, 1998.) – ISBN 9637475370
- Jean-Christophie Attias, Esther Benbassa: A zsidó kultúra lexikona
(Budapest, Balassi, 2003.) – ISBN 9635065663
- Goldziher Ignác: A zsidóság lényege és fejlődése
(Budapest, Múlt és Jövő, 2000.) – ISBN 9639171506
- Raj Tamás: Bibliaiskola, A Szentírás kulcsszavai és szállóigéi
(Budapest, Makkabi, 2003.) – ISBN 9637475834
- Naftali Kraus: Ezra, Nechemjá, Az őscionizmus története. Szent iratok
(Budapest, PolgART Lap- és Könyvkiadó, 2003.) – ISBN 9639306541
- Naftali Kraus: Nők a bibliában és a talmudban, 56 elbeszélő biográfia
(Budapest, PolgART Lap- és Könyvkiadó, 2005.) – ISBN 9639306894
- Oberlander Baruch: Peszáchi hágádá – az őrködés éjszakája, Új magyar fordítás útmutatóval és kommentárokkal
(Budapest, Magyar Könyvklub, 1999.) – ISBN 963548934X
(Budapest, Chábád Lubavics Zsidó Nevelési és Oktatási Egyesület, 1999.) – ISBN 9637533222
- Gábor György: Szinaj és Jabne, Zsidó emlékezet a történelmen "innen és túl"
(Budapest, Jószöveg Műhely, 2005.) – ISBN 9637052186
- Schőner Alfréd: Te érted…
(Budapest, Bookmaker, 2004.) – ISBN 9632122194
- Esther Benbassa, Jean-Christophie Attias: Van-e jövőjük a zsidóknak?, Párbeszéd a zsidó identitásokról
(Budapest, PolgART Lap- és Könyvkiadó, 2004.) – ISBN 9639306630
- Soltész Elekné: Zsidó dalok könyve
(Budapest, Makkabi, 2004.) – ISBN 9637475982
- Raj Tamás: Zsidó eszmék és jelképek, A zsidóság hitvilága és közgondolkodásának filozófiája
(Budapest, Saxum, 2002.) – ISBN 9639308552, ISSN 15877493
- Aryeh Kaplan: Zsidó meditáció, Gyakorlati útmutató
(Budapest, Vince, 2004.) – ISBN 9639552267
- Simon Philip de Vries: Zsidó rítusok és jelképek
(Budapest, Talentum, 2000.) – ISBN 9638396091
- Hayim Halevy Donin,: Zsidónak lenni, Kalauz a zsidóság előírásainak betartásához
(Budapest, Göncöl, 2003.) – ISBN 9639183407

## Adattárak, kézikönyvek
- Jean-Christophie Attias, Esther Benbassa: A zsidó kultúra lexikona. Budapest, Balassi, 2003. ISBN 9635065663